# Brovakten 4

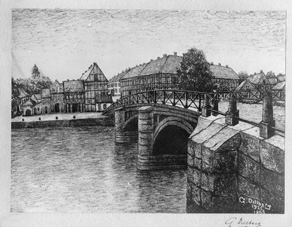
Österbro 1866 med äldre, nu rivna eller nedbrunna byggnader vid Hamngatan. Teckning av Gustaf Dillberg, 1925.

Brovakten 4 är en byggnad vid korsningen Hamngatan/Brogatan i Halmstad, nära Österbro.
På tomterna närmast Nissan i Halmstad stod länge huvudsakligen packhus. Under slutet av 1800-talet anlades den allékantade Hamngatan och efter hand minskade åstrandens karaktär av en baksida till staden.
Kvarteret Brovakten bestod omkring sekelskiftet 1800/1900 av tvåvåningsbyggnader i tegel och i korsvirke. År 1866 brann byggnaderna på den norra hörnfastigheten vid Hamngatan/Brogatan ned. Där hade stått en äldre brädfodrad korsvirkesbyggnad i två våningar, vilken inrymde ett bageri.
På tomten uppfördes omkring 1870 en tegelbyggnad med nyklassicistiska drag i två våningar med putsad fasad. Det inrymde från 1890 Halmstads sparbank, som var kvar där till 1914, då den flyttade till Sparbankshuset vid Storgatan/Kyrkogatan/Hamngatan. 
På 1930-talet köptes fastigheten av Skandinaviska banken,som byggde om den efter ritningar av August Svensson. Fasaden fick då ett tjugotalsklassicistiskt uttryck.